# Série de filmes
Série de filmes é um conjunto de filmes relacionados sucessivamente que partilham de um mundo diegético comum. Cada filme é seguido por um seguinte, o que pode ser uma continuação ou uma prequela, uma história anterior que acontece antes do filme principal.

## Características Principais
1. Nomenclatura Consistente: O título de cada filme geralmente mantém o nome do original, adicionando o número sequencial ou um subtítulo que indica sua posição na série.
2. Continuidade Narrativa: A trama de cada filme frequentemente se baseia nos eventos dos filmes anteriores, mantendo a consistência e desenvolvimento de personagens e enredos ao longo da série.
3. Adaptações Televisivas: Algumas séries de filmes são adaptadas para formatos episódicos e exibidas na tv, o que permite uma exploração mais detalhada do universo e dos personagens em um formato serializado.

Essas características ajudam a criar uma experiência coesa e imersiva para o público, permitindo uma conexão mais profunda e contínua com o universo ficcional apresentado.